# المرأة في العراق
عاشت المرأة العراقية في بلاد مابين النهرين مراحل مختلفة في معترك الحياة، فكانت لها مكانة مرموقة لم تصل لها نظيراتها إلا بعد عناء طويل، لكنها عانت أيضًا من الظلم، والتهميش لسنين طويلة، واستطاعت أن ترتقي بواقعها على مر العصور نحو التقدم، فخاضت أشواطا مختلفة، ولعبت دورًا مركزيًا، وأثرت في الحضارات المختلفة على مر الأزمان.

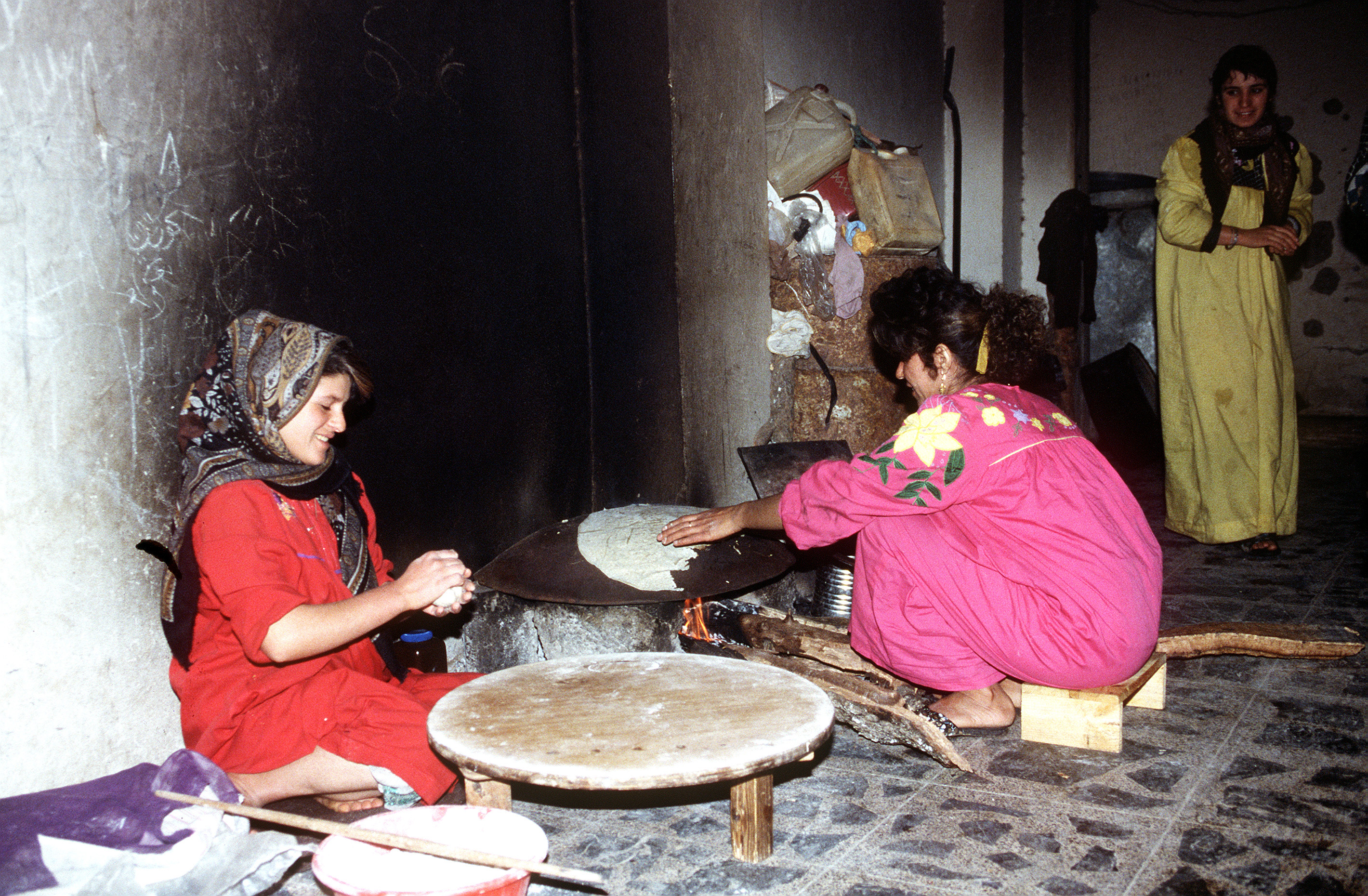
نساء عراقيات يقومون بالطبخ في المنزل في التسعينات

## عصر ماقبل التأريخ
كانت المرأة في تلك الفترة ذات استقلالية واحترام خاصيّن فكانت الأم تمتلك سيطرة جدية فلذلك ظهرت عبادة الأم التي كانت تعد مصدراً للخصب والتكاثر وهذا ما أشارت إليه الآثار المكتشفة في وادي الرافدين.

## في الحضارة السومرية
كان للمرأة في العصر السومري مكانة خاصة فقد بدأت بمهام الأمومة من ذلك الزمن فكانت تعتني بالأطفال وتعد لهم الطعام وتنظف مكان عيشهم وتهتم بكل ما يوفر لهم الراحة بالإضافة إلى مساندتها للرجل في مهامه فكانت تعينه في الصيد والدفاع عن الأسرة وإعداد الأدوات والمستلزمات التي كانت تصنع من المواد الطبيعية كالحجارة وغيرها كما يعتقد أن المرأة العراقية هي من تنبهت إلى زراعة البذور حيث إنها أول من سكن المروج الخضراء فكانت تصنع الطعام لصغارها من الحنطة والشعير بعد أن اكتشفت طريقة زراعتها، ويعتقد أيضًا أنها أول من استأنست الحيوانات الأليفة وكان ذلك قبل اكتشافها للزراعة، كانت الأرض تعني الأم بالنسبة لهم فكما أن الأم هي مصدر العطاء والتكاثر شبهت الأرض بها فكانوا يعبدون الأم الأرض ويقدسونها بكونها الأم الألهة، وبعد تشريع القوانين، كانت هناك قوانين تختص بالمرأة في مختلف الشرائع التي توالت على بلاد الرافدين فقد تضمنت اصلاحات أورو كاجينا الاجتماعية تنظيم الأسرة ومكانة المرأة في الدولة السومرية، وتعرضت أيضا شريعة أور نمو مؤسس سلالة أور الثالثة السومرية إلى تشريع القوانين المختصة بالمرأة البكر والمتزوجة والمطلقة ولم يغفل حمورابي عن تشريع قوانين تخص المرأة والأسرة فقد خصص ثلاثين مادة قانونية تعنى بالمرأة والأسرة في شريعته، فكانت المرأة في ذلك العصر تتمتع بحريتها وبحقها في العيش حيث كانت تشارك في إدارة الدولة وشراء العبيد وتقسيم الأرزاق والطبابة والغناء والكهانة وغيرها ويذكر التاريخ عدة ملكات حكمن بلاد وادي الرافدين كالملكة شبعاد وسميراميس وكوبا با وغيرهن.

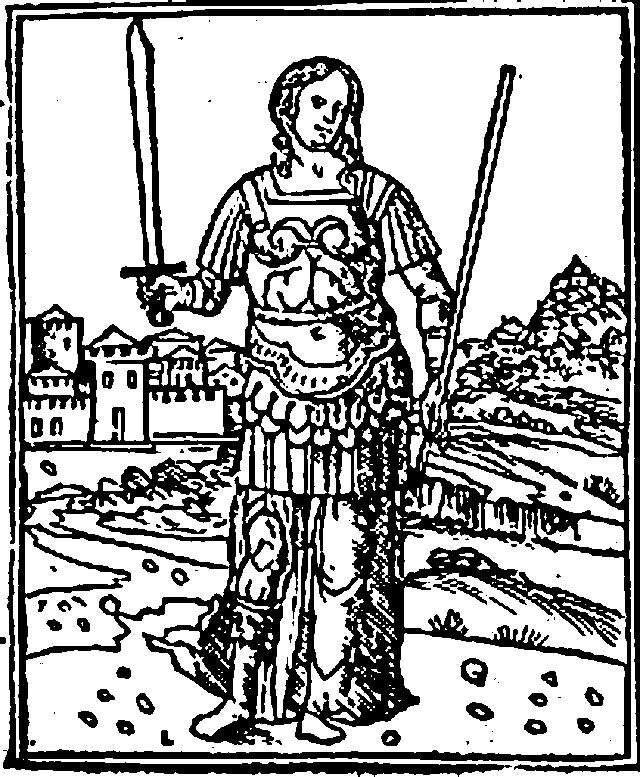
صورة خيالية لسميراميس الملكة الآشورية تعود للقرن الثامن عشر

عانت المرأة العربية في العصور الأولى من الاضطهاد والظلم ولم تكن المرأة السومرية بمعزل عنها رغم مظاهر الرفاه التي كانت تعيشها فقد لنوع من الإقصاء وسوء المعاملة وعدم الاحترام أحيانا.

## في الحضارة البابلية
كانت المرأة في الحضارة البابلية محتقرة ولا تتعدى كونها خلقت لإسعاد الرجل فقط.

## في الحضارة الآشورية
بينما كانت المرأة في الحضارة البابلية تعاني من الظلم والاضطهاد تردى حالها أكثر في المجتمع الآشوري فكانوا يعتبرونها ملكًا للرجل يتصرف بها كما يشاء ويطلقها ويحرمها حقوقوها وممتلكاتها وهي تنفذ الأوامر بدون أدنى اعتراض.
وعلى الرغم من ذلك فقد وصلت المرأة الآشورية للحكم كما نقل التأريخ عن الملكة سميراميس التي حكمت إلى جانب زوجها لمدة 42 عامًا ولمفردها بعد وفاة زوجها لمدة 5 أعوام.

## العصر الحديث

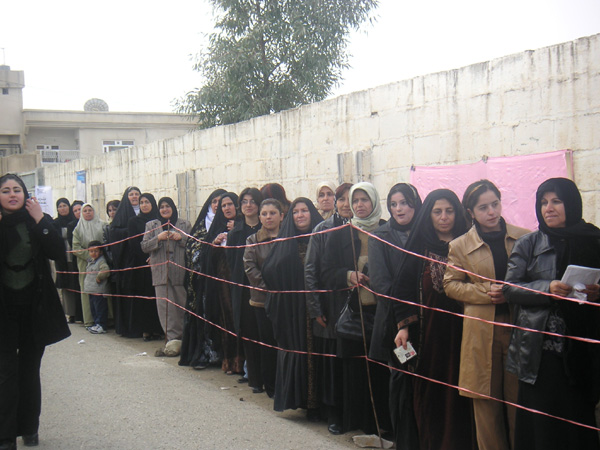
صورة تعود ليناير عام 2005 لنساء عراقيات ينتظرن للتصويت في الانتخابات.

لعبت المرأة العراقية أدوارًا مختلفة على جميع الأصعدة الحياتية وشاركت الرجل في بناء المجتمع العراقي:

### في السياسة
بدأت المرأة تشارك في الحياة السياسية في مطلع أربعينات القرن العشرين وذلك من خلال تأسيس اللجنة النسائية لمكافحة الفاشية ثم تخرجت نخبة من النساء من كلية القانون وعملن في سلك المحامات، كما كان لها الدور البارز في وثبة يناير عام 1948 ميلادية لإسقاط معاهدة بورتسموث، وشاركت في انتفاضة أكتوبر عام 1952 حيث تعرضت 150 امرأة للاعتقال.

### في الصحافة
دخلت المرأة في الصحافة مع ولوج مريم نرمة إلى هذا العمل حيث تعد أول صحفية عراقية، ولكن بولينا حسون هي أول من أصدرت مجلة للمرأة وهي مجلة ليلى في عام 1923م، حيث طالبت رئيسة تحريرها بمنح المرأة حقها في المشاركة في السياسة وظهرت إنعام كجه جي الكاتبة في جريدة الشرق الأوسط والحائزة على جائزة في الرواية ونرمين المفتي رئيسة تحرير جريدة القلعة ومديرة الفضائية التركمانية ومن ثم في تسعينيات القرن العشرين دخلت إلى ميدان الصحافة اسماء محمد مصطفى التي أسست بعد 2003 مجلة الموروث الثقافية وموقع ومجلة مشرقات وشبكة الحياة لوحة رسم التطوعية لدعم التفكير الإيجابي والطاقات والمواهب.

### في الطب
دخلت النساء العراقيات في مجال الطب بمختلف دياناتهن فكانت الدكتورة آناستيان وهي من القومية الأرمنية أول طبيبة عراقية عينتها وزارة الصحة حيث كانت أول من دخلت كلية الطب في بغداد من الفتيات وتخرجت منها سنة 1939 ميلادية وبعدها توالت الفتيات من بقية طوائف المجتمع.

## أبرز النساء العراقيات في العصر الحديث
- في الصحافة: مريم نرمة[13] بولينا حسون، انعام كجه جي[14]، نرمين المفتي[15]، مريم السناطي[16]، اسماء محمد مصطفى[17]أطوار بهجت
- في الأدب والشعر: نازك الملائكة ولميعة عباس عمارة
- في الهندسة: زها حديد
- في الفن التشكيلي: وداد الارفة لي، ليلى العطار، نزيهة سليم، نهى الراضي، راجحة القدسي

في التمثيل: آزادوهي صموئيل، آسيا كمال، آلاء شاكر، أحلام وهبي، أمل خضير، أمل سنان، أمل طه، أمل عباس، إقبال نعيم، سهام السبتي، شذى سالم هديل كامل فوزية الشندي